# Serra dels Colmenars
La serra dels Colmenars és una petita alineació muntanyosa situada al sud de la ciutat d'Alacant, fitant amb el terme d'Elx, a l'alçada de la població de la Torre del Pla.
Es tracta d'una serra litoral que s'estén des del paratge del Porquet, al costat del barri de Sant Gabriel, prolongant-se en un conjunt de tossals allargats que a penes arriben als 100 metres d'altitud, fins al paratge il·licità del Fondet dels Pinyols. La serra es troba en el que es coneix com a domini geològic Prebètic d'Alacant i forma un dels relleus del marge nord de la Conca del Baix Segura.
La vegetació que trobem és una combinació d'espècies vegetals en què destaca sobretot l'espart, però també l'efedra, el romer, el llentiscle i les garroferes, majoritàriament de tipus arbustiu.
En la part més oriental de la serra es troba el complex de la Ciutat de la Llum.